# Phenacomys
Phenacomys är ett släkte av däggdjur som ingår i familjen hamsterartade gnagare.

## Beskrivning
Dessa sorkar förekommer i Nordamerika. Utbredningsområdet för Phenacomys ungava sträcker sig över Kanadas lågland söder om Arktis med Phenacomys intermedius lever i Klippiga bergen och andra bergstrakter i västra Kanada och västra USA. Arterna vistas i olika mera öppna habitat som gräsmarker, hedområden med några buskar eller öppna skogar.
Individerna når en kroppslängd (huvud och bål) av 9 till 12 cm och en svanslängd av 2,6 till 4,1 cm. Vikten ligger mellan 25 och 40 gram. Allmänt är pälsen på ovansidan gråbrun och på buken silvergrå men det finns stora variationer mellan olika individer. Phenacomys påminner om åkersorkar eller skogssorkar i sin kroppsbyggnad. De vuxna djurens kindtänder har däremot en tandrot vad som skiljer de från åkersorkar och kindtänderna i underkäken har en annan tandkrona än skogssorkarnas tänder.
Arterna är aktiva mellan skymningen och gryningen. De gräver på sommaren underjordiska tunnelsystem med ett näste som ligger 10 till 25 cm under markytan. Före vintern skapar de ovanpå markytan ett näste av kvistar, lav och gräs som sedan täcks av snön. Phenacomys håller ingen vinterdvala.
Födan utgörs av olika växtdelar som frön, bark, örter, bär och unga växtskott. Fortplantningstiden ligger mellan maj och augusti och honor kan ha fler än en kull under tiden. Dräktigheten varar 19 till 24 dagar och sedan föds 2 till 8 ungar. Ungarna föds blinda och de öppnar sina ögon efter cirka två veckor. Redan 17 till 21 dagar efter födelsen slutar honan med digivning. Könsmognaden infaller för honor efter fyra till sex veckor. Hanar parar sig inte före första vintern.
IUCN listar båda arter som livskraftig (LC).

## Taxonomi
Kladogram enligt Catalogue of Life och Wilson & Reeder (2005):
| Phenacomys | \| \| Phenacomys intermedius \| \| \| \| \| \| Phenacomys ungava \| \| \| \| |
|            | \| \| Phenacomys intermedius \| \| \| \| \| \| Phenacomys ungava \| \| \| \| |
|            | Phenacomys intermedius                                                       |
|            |                                                                              |
|            | Phenacomys ungava                                                            |
|            |                                                                              |